# Държавно устройство на Гватемала
Гватемала е президентска република.

## Изпълнителна власт
Изпълнителната власт, представена от правителството, се състои от 13 министри.

## Законодателна власт
Законодателният орган в Гватемала е еднокамарен парламент. Състои се от 158 депутати, избирани за срок от 4 години.